# Karaca Dağ
Karaca Dağ je vyhaslá, osamoceně ležící čedičová štítová sopka, s nadmořskou výškou 1957 m, nacházející se v jihovýchodní Anatolii v Turecku asi 150 km severně od syrských hranic. Sopka leží na subdukční zóně, v níž se arabská deska podsouvá pod anatolskou. Radiometrické datace vzorků sebraných z lávového proudu ukazují na středopleistocenní věk, ale několik vulkanologů je toho názoru, že poslední vulkanická aktivita (hlavně na východních svazích sopky) se odehrála ještě později.